# 愛菜りな
愛菜 りな（あいな りな、1986年8月29日 - ）は、日本のAV女優。
所属：コーラルプロモーション
趣味：テニス

## 略歴
- 2007年にAVデビューした黒ギャル系の人気キカタン（企画単体）AV女優。
- 2008年12月をもって一度AV女優を引退したが、[1]翌年復帰を果たしている。

## 作品

### 単体作品
2007年
- 未熟少女 アンダーグラウンド 3（7月18日、コージィ）
- 超売れっ子風俗嬢 無許可で本番! 2（9月20日、サムシング）
- 制服TEENS VOL.01 りな（9月25日、B-ROD）
- 素人ウリギャル 生で出されるバイト 1（9月25日、青大将）
- 制服痴女クラブ 2（10月30日、HEAVEN STUIDO）
- WATER POLE 33（11月7日、プレステージ）
- NOと言えない制服少女（11月7日、BRAVO）
- hot chocolate 14（12月25日、デジタルアーク）

2008年
- ぶっかけ中出しテカテカFUCK 4（1月17日、アイエナジー）
- CHARISMA☆MODEL特別編 -SEX ON THE BEACH-（1月25日、kira☆kira）
- GAL'Z O'MANKO（3月1日、ワンズファクトリー）
- Gals Glamourous AINA 12（3月5日、ドリームチケット）
- JUNK CITY 陵辱ギャルハンター（3月27日、イエローボックス）
- 中出し了解（4月22日、プレステージ）
- ギャルボインをメチャクチャにしてヤル!（4月25日、チェリーズ）
- ハードキャンディ・ギャルSTYLE（5月13日、マルクス兄弟）
- Gal Can Funky☆クロGirl Rina（5月21日、h.m.p）
- 愛菜りなが自分の部屋で中出しSEX（7月4日、ROCKET）
- 巨乳グラドル芸能未満（7月20日、ピーターズ）
- 完全ノーモザイク主義 7（7月25日、未来・フューチャー）
- ボインギャルを電マでしばいて潮吹かせたるっ!（7月26日、チェリーズ）
- 巨乳中出しマリンライダー（8月7日、グローリークエスト）
- お姉ギャルM男狩り THE 4時間（8月15日、ドリームチケット）
- 後背位から挿して。（9月19日、映天）
- 黒ギャルオイルボディマニア Vol.1（10月17日、映天）
- GALSONA 004（11月21日、プレステージ）
- 黒ギャル競泳水着 Vol.2（12月5日、映天）
- ギャル尻（12月27日、実録出版）

2009年
- JK5（3月1日、ABC/妄想族）
- CHERRY*BERRY RINA AINA（3月30日、デジタルアーク）
- 本当は出荷禁止… キャバ嬢 りなのビデオ（4月25日、プラネットプラス）
- 撮影パパのSEX利益 Vol.022（6月4日、BUMP）
- THE WHITE LEOPARD RINA AINA（7月18日、デジタルアーク）
- BANQUISH 38 Rina（9月19日、プレステージ）
- Dirty Caramel ＃0 Rina Aina Exclusive（11月1日、カルマ）

### 共演作品
2007年
- 痴女キャバクラ 2（9月15日、トップワン）
- W変態巨乳看守（9月15日、ジェイモデル）
- ザ・ギャルナン・ゲット! 35（11月1日、グローリークエスト）
- 彼女の母（12月1日、アカデミック）
- 渋谷で噂の美容師がギャルだらけのヘアサロン!!（12月6日、GARCON）
- GEM 06 Aina&Tamaki（12月19日、桃太郎映像出版）
- 淫乱スタイルGALS☆集団乱交（12月25日、kira☆kira）

2008年
- ドS痴女ダブルマッサージサロン（1月1日、ワンズファクトリー）
- モテる!モテたい!モテさせたい!5分でモテる HOW TO ビデオ（1月17日、Hunter）
- コギャル温泉コンパニオン ZABOON（1月18日、ケイ・エム・プロデュース）
- 催眠人形 2 ～時計仕掛けのヒプノドール～ 援交ギャルの悪夢編（1月25日、メディアステーション）
- M女グラマラス（2月15日、イマージュ）
- 新￥交スポット ギャル専門出会いカフェ!（3月6日、GARCON）
- 巨乳ローションファイトクラブ 2（3月15日、NEXT GROUP）
- 巨乳制服コギャルズ学園（3月19日 イエロー）
- 巨乳天国おっぱいパブ（3月21日 ROCKET）
- HOT TOGETHER!! 01（4月11日 プレステージ）
- GALと女子校生 season.3（4月11日、U&K）
- サディスティック痴女覚醒 Wild Thing（5月7日、桃太郎映像出版）
- 史上最強ギャル キャットファイトグランプリ!!（5月8日、GARCON）
- ダンスイベントクィーンKYOKO ペニバンレズFUCK（6月5日、ディープス）※RINAとして出演
- 巨乳スイミングスクール PART.5（6月5日、V&Rプロダクツ）
- これが噂のギャルナース強制勃起病棟（6月19日、ナチュラルハイ）
- 淫乱スタイルGALS☆乱交病棟（6月19日、kira☆kira）
- Erotic Diamond（6月23日、デジタルアーク）
- galの優しい童貞狩り Dobule Gal's Hunt（7月15日、ワープエンタテインメント）
- 極嬢GIRLS（7月19日、イエロー）共演:彩花ゆめ、澄川ロア
- ギャルサー主催 素人GAL売春オークションは実在した!（8月7日、GARCON）
- ドロドロFIGHT!グチョ濡れレズリング!（9月19日、クロス）
- B.Bボーイズに目覚めちゃった僕。 小悪魔編（9月25日、アロマ企画）
- 黒ギャルしか愛せない。（10月23日、アロマ企画）
- HOTCHOCOLATE AV GRAND PRIX 2009 LIMITED（11月22日、デジタルアーク）※AVグランプリ2009 エントリー作品
- kira☆kiraALLSTARS ビキニGAL☆ 巨乳乱交SPECIAL（11月22日、kira☆kira）※AVグランプリ2009 エントリー作品
- 禁断淫欲病棟 2（12月5日、アウダースジャパン））
- DOKIレズ 29（12月5日、アウダースジャパン）
- MOODYZファン感謝祭 バコバコバスツアー2009 爆乳女優22名の乱交天国!!（12月13日、MOODYZ）
- 女ハ男ヲ目デ犯ス。 PLAY アンコール（12月15日、ワープエンタテインメント）

2009年
- SEX向上委員会 01（1月1日、アイデアポケット）
- 渋谷ギャル列伝 SUPER黒尻コキ ver. Vol.2（1月16日、映天）
- hot chocolate 22（1月30日、デジタルアーク）
- MOODYZファン感謝祭 裏バコバコバスツアー2009 本編未収録!AVアイドル16名の本気FUCK!!（2月1日、MOODYZ）
- もしもこんな○○があったら… パート12（2月5日、V&Rプロダクツ）
- 大沢佑香VS渋谷エロギャル軍団・淫乱ドM対決!!（2月5日、GARCON）
- kira☆kiraSPECIAL 淫乱スタイルGALS☆巨乳乱交（2月19日、kira☆kira）
- 黒ギャル猥褻レズビアン盗撮（2月25日、竜宮城/妄想族）
- 黒ギャルレズ姉妹（4月17日、虎堂）
- HotChocolate Di3 LIMITED EDITION 001 （6月25日、デジタルアーク）
- 黒ギャル痴女姉妹（7月17日、虎堂）
- 家出女子校生 2 （7月25日、ビッグモーカル）
- VIP STAR STAGE 13（9月4日、クリスタル映像）
- 投稿ドキュメント 実録ギャルママ中出し援交 2 （9月18日、メディアバンク）
- 真性ドMの極エロBODY!（10月16日、凌友会）
- kira☆kira BLACK GAL Hot Summer, Hot Bikini!!（10月19日、kira☆kira）
- HotChocolate Di3 LIMITED EDITION 005（10月25日、デジタルアーク）

2010年
- ドリーム学园13（9月1日、MOODYZ）

### オムニバス 作品
2007年
- 素人コギャルHEAVEN4時間 NEO（8月17日、ケイ・エム・プロデュース）
- 渋谷で見つけた超カワイイギャルを徹底尾行してプライバシーを侵害してハメる!!（9月6日、GARCON）
- 生意気ギャルにお仕置き!拉致して路上にポイ捨て!（9月21日、メディアステーション）
- ラブラブカップルの彼氏の浮気盗撮を彼女に実況生中継!彼氏の行動にガマン出来ない彼女を寝取っちゃいました!!（10月13日、はじめ企画）
- 特選!! S級素人ギャルコレクション 4時間 4（10月19日、メディアステーション）
- 中出し強要ギャル痴女 NEO 4時間（12月17日、ケイ・エム・プロデュース）
- 感じる女の表情と腋の下（12月19日、ミスター・インパクト）

2008年
- 変態女子大生 ヤリ○ンサークル ヤリサー（1月11日、UP'S）
- 逆ナンパ中出し 3 ナンパして中出しさせる6人のギャル（3月8日、隼エージェンシー）
- 美脚黒パンスト女子校生（3月13日、マルクス兄弟）
- 生中出しコギャル4時間 4（3月17日、メディアステーション）
- 見つめられたまましゃぶられてイってしまった僕（4月1日、ワンズファクトリー）
- GALレイプ 無理やり犯される7人のギャルたち（4月12日、隼エージェンシー）
- フェラコレ2008春SP（4月12日、隼エージェンシー）
- 手コキでベロちゅ～2（4月19日、イエロー）
- こだわりの手コキ 4時間SP VIII 30人のハンドメイド（5月10日、隼エージェンシー）
- 憧れの姉さんがお掃除フェラしてくれました。（5月13日、マルクス兄弟）
- 官能小説朗読オナニ～ 2（5月19日、イエロー）
- 女子校生レイプ中出し 4　（5月19日、ミスター・インパクト）
- kira☆kira HIGHSCHOOL GALS Vol.3（5月19日、kira☆kira）
- ギャルは中出し、時々、3 P（6月27日、メディアバンク）
- 第2回 女子校生!妹-1グランプリ（7月17日、ディープス）
- チ●ポは自分でシゴきますから、それ以外の「接吻」とか「乳首責め」とか「亀頭チロチロ舐め」とかのお手伝いは、ぜ～んぶお姉さんがシテ下さい。2（8月15日、ワープエンタテインメント）
- 白限定スケスケ競泳水着遊戯 VOL.01（8月15日、ジャネス）
- 脱ぎたてホクホクパンティー手コキ&フェラ（8月19日、イエロー）
- すっぴん（9月18日 SODクリエイト）
- レイプターゲット（10月11日、ハヤブサ）
- 逆ナンパ女子校生2（10月11日、ハヤブサ）
- 突然背後から美少女に手コかれちゃった僕。（10月13日、アロマ企画）
- ［フェラコレ★ナンパ編］ 12人のフェラ好きギャル!（11月8日、隼エージェンシー）
- デカ尻JKのピストン騎乗位DX（11月22日、アロマ企画）※AVグランプリ2009 エントリー作品

2009年
- FELLATIO FESTIVAL 12（1月1日、アイデアポケット）
- agehaギャル極エロMax4時間（2月13日、マルクス兄弟）
- カリスマGAL プライベートSEX10連発（2月1日、ワンズファクトリー）
- kira☆kiraフェラチオ学園祭-女教師編 Vol.1-（2月19日、kira☆kira）
- 凌辱の檻 a caged GAL ギャルロリレイプ・ハメ殺し（2月25日、FAプロ・プラチナ）
- グラビア美少女に催眠治療＆猥褻オイルマッサージ（2月25日、竜宮城/妄想族）
- 渋谷ギャル列伝 SUPER黒乳首いじり ver（3月6日、虎堂）
- 女子校生中出し4時間 2（3月19日、ミスター・インパクト）
- ギャル援交（6月8日、ビッグモーカル）
- HotChocolate Di3 LIMITED EDITION 001（6月25日、hot chocolate）
- おっぱい乳首いじり 2（7月3日、映天）
- 家出女子校生 2（7月25日、ビッグモーカル）

2010年
- GALSONA 特別編 003（5月21日、プレステージ）
- 巨乳スイミングスクール PART.5（6月22日、V&Rプランニング）
- ギャルフェラチオ 2（8月27日、クリスタル映像）
- ジュポニカ学習帳 VOL.2（12月3日、映天）オムニバス作品